# Marco Torsiglieri
Marco Natanel Torsiglieri (Castelar, 12 gennaio 1988) è un ex calciatore argentino, di ruolo difensore.

## Carriera

### Club
Dopo aver giocato con il Vélez Sarsfield e con il Talleres, nel 2010 si trasferisce allo Sporting Lisbona.

## Palmarès
Campionato argentino: 1 
Vélez: 2009 (C)